# Jakobacka
Jakobacka [jakå-] (finska: Jakomäki) är ett delområde i stadsdelen Storskog och identiskt med Jakobacka distrikt i Helsingfors stad.
Jakobacka ligger lite perifert, omgärdat av motorvägarna Lahtisleden och Borgåleden och stadsdelen har haft ett rykte som den värsta förorten i Helsingfors. Ryktet härrör sig från de vilda 1960-, 1970- och 1980-talen då området hade en hög arbetslöshet och många sociala problem, bland annat alkoholism. Vissa turistguider råder till och med att undvika Jakobacka.

## Historia
Jakobacka byggdes mycket snabbt på en skogig kulle under åren 1966-1969. Husen är glest placerade i terrängen och naturen är nära inpå. Helsingfors behövde ett storprojekt som Jakobacka; det rådde akut bostadsbrist och hyreslägenheter behövdes. Först byggdes endast stadens hyreslägenheter på området, men senare även ägarbostäder. Då tänkte man att bostadsbristen var temporär och att man om 30 år skulle fundera på vad man skulle göra med husen. Ett alternativ var att riva dem.
Jakobacka är byggt enligt en typisk förortsmodell från den tiden, där man försökte uppnå inbesparingar genom stora serier och standardisering. Resultatet är ett ensidigt landskap. 7 000 helsingforsare flyttade till det perifera området som led av en slags rotlöshet. Också servicen var dålig.

## Jakobacka idag
Idag är Jakobacka inte lika mycket den problemförort som den en gång i tiden varit. En orsak är att befolkningen åldrats. Arbetslösheten är fortfarande en av de högsta i Helsingfors och inkomstnivån den lägsta. Bostäderna är stadens billigaste och röstningsprocenten i allmänna val den lägsta. Man har börjat totalsanera Jakobacka, bland annat har betongfasader bytts ut mot tegelfasader och man har byggt balkonger i balkonglösa hus. Dessutom har många av stadens hyreslägenheter totalrenoverats.

## Externa länkar

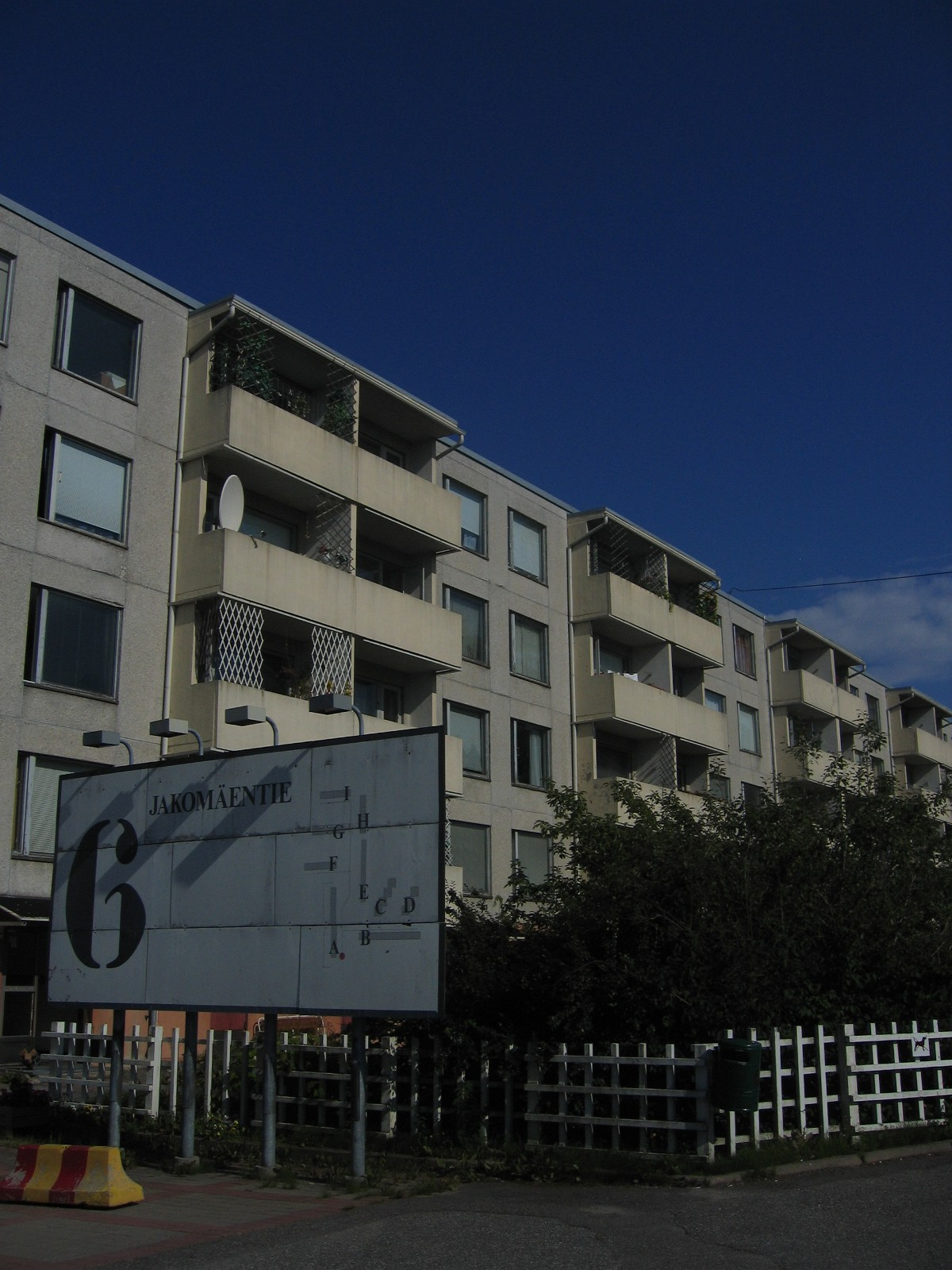
Typiskt höghus i Jakobacka
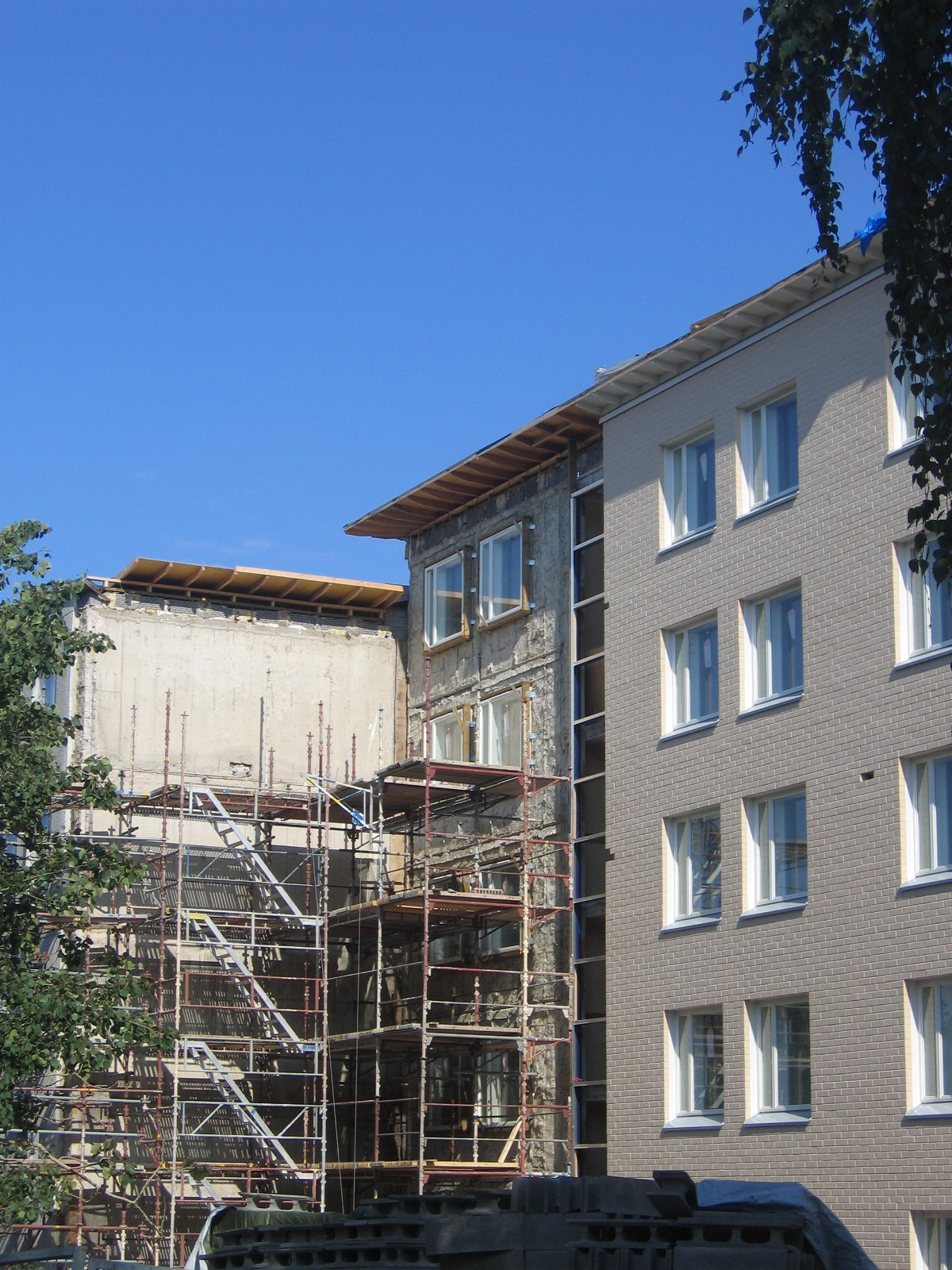
Ett gammalt hus får en helt ny fasad
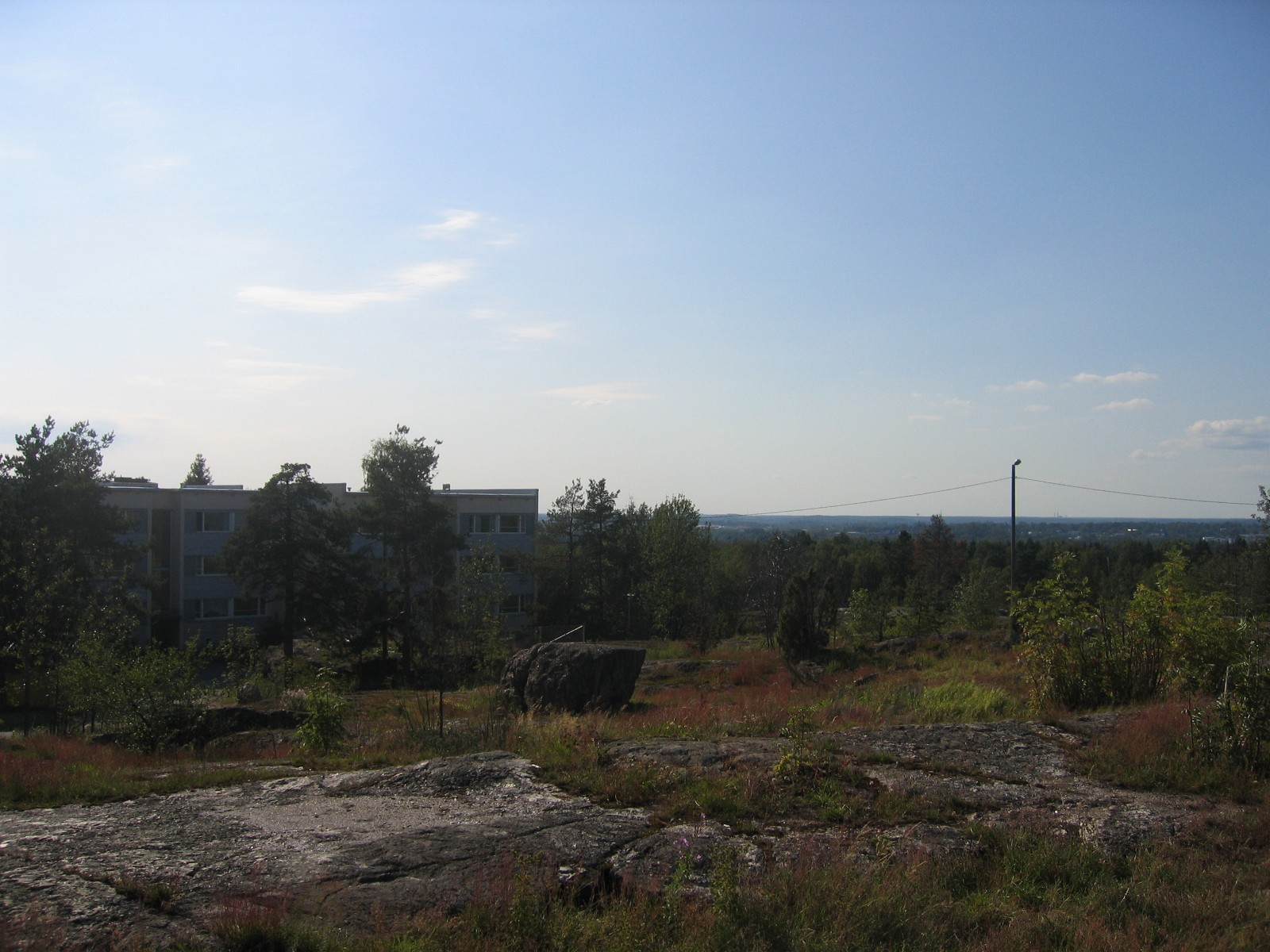
Jakobacka är det högsta bebodda området i Helsingfors, 59,5 m ö.h.